# Grupos de Autodefensa Comunitaria de Michoacán
Il Grupos de Autodefensa Comunitaria de Michoacán è un gruppo di civili armati fondato per difendersi dalla violenza dei cartelli della droga. In particolare, loro combattono contro il cartello dei Caballeros Templarios. Oltre che a Michoacán, ci sono alcuni gruppi di paramilitari anche a Guerrero e a Jalisco.

## Sfondo
Dopo che la campagna militare contro i cartelli della droga, avviata durante la presidenza di Felipe Calderón, iniziò, oltretutto proprio nello stato di Michoacán, la violenza in Messico è aumentata vertiginosamente. La violenza si è concentrata principalmente negli stati di Tamaulipas e Veracruz, ma poi è arrivata anche in altri stati.

## Storia del gruppo
La prima apparizione di un gruppo di civili armati è avvenuta il 15 aprile 2011, quando un gruppo di indigeni attaccò alcune postazioni dei cartelli della droga locali usando pistole, fucili e petardi. Gli indigeni hanno assunto il controllo della città, hanno espulso le forze di polizia e bloccato le strade che portavano al legname di quercia su una montagna vicina. L'attività dei vigilanti si estese alla vicina comunità di Santa Clara del Cobre. Hanno istituito gruppi di autodifesa. Il Messico ha riconosciuto Cherán come una comunità indigena autonoma, ma i criminali hanno continuato a ucciderne i residenti.
Ma i veri gruppi di civili armati nacquero quando il cartello de La Familia Michoacana scomparve per una serie di conflitti interni, nacque il cartello dei Caballeros Templarios il quale affermava di proteggere e di non attaccare o derubare i civili, così da avere l'appoggio della popolazione locale, ma col passar del tempo, anche questo cartello iniziò ad uccidere, derubare, rapire, torturare e minacciare i civili come aveva fatto in passato La Familia Michoacana.
Così, il 24 febbraio 2013, Juan José Farias Álvarez, José Manuel Mireles Valverde, Hipólito Mora, Estanislao Beltran e José Francisco fondarono il Grupos de Autodefensa Comunitaria de Michoacán per contrastare il cartello dei Caballeros Templarios.
Oltre che nel Michoacán, fazioni di autodifesa sono presenti anche a Jalisco e, soprattutto, a Guerrero. A Guerrero opera un gruppo di autodifesa che dal 2019 combatte Los Ardillos, una delle poche fazioni rimanenti del Cartello di Beltrán Leyva, utilizzando però circa una ventina di bambini volontari per la guerra, il gruppo si fa chiamare Coordinadora Regional de Autoridades Comunitarias-Pueblos Fundadores ( CRAC-PF ). Il conflitto tra questo gruppo di autodifesa e Los Ardillos ha provocato 38 vittime.

## Equipaggiamento, veicoli e armi
Le armi utilizzate dal gruppo paramilitare sono per lo più armi di basso calibro, fucili da caccia e moschetti, ma usano anche armi confiscate ai cartelli durante gli scontri, come:
Fucili M4 con lanciagranate incorporato; AK47; MP5; M60.
Le armi vengono approvate dal Governo messicano.
Oltre alle armi, confiscano ai cartelli della droga anche veicoli blindati e APC, a volte, però, li creano loro stessi i blindati.

## Scontri con la polizia e i militari
I gruppi di paramilitari hanno iniziato ad attaccare i militari e i poliziotti quando il Governo messicano decise di confiscargli alcune armi di grosso calibro. In risposta, i paramilitari hanno iniziato scontri contro i militari e i poliziotti. Il Governo ha affermato che esistono falsi gruppi di paramilitari.

## Los Viagras
Dal 2014, un gruppo paramilitare di stampo mafioso e terroristico opera nel Michoacán, il gruppo si fa chiamare Los Viagras ed è il risultato di una divisione interna dall'organizzazione di autodifesa. Il capo storico di questo gruppo era Nicolás El Gordo Sierra Santana, ex membro dei gruppi di autodifesa, fino al suo arresto avvenuto nel 2016.
Dopo l'arresto di El Gordo, il gruppo ha dichiarato guerra al Cartello di Jalisco Nuova Generazione, il conflitto tra i due gruppi ha provocato 3,230 morti.